# جون رادفورد
جون رادفورد (بالإنجليزية: John Radford)‏ (و. 1947  م) هو لاعب كرة قدم، ومدرب كرة قدم بريطاني، مركز لعبه هو لاعب وسط.

## روابط خارجية
- جون رادفورد على موقع قاعدة بيانات كرة القدم.إي يو (الإنجليزية)
- جون رادفورد على موقع ناشيونال فوتبول تيمز (الإنجليزية)